# مولوجا
مولوجا (به لاتین: Moloja) یک منطقه مسکونی در جمهوری آذربایجان است که در شهرستان لنکران و در دهیاری اوساکوچه واقع شده‌است.

## جمعیت
مولوجا ۵۲۰ نفر جمعیت دارد.

## ریشه واژه
مولوجا در زبان تالشی از دو بخش مولو یا ملا و جا یا جو تشکیل شده‌است و به‌معنای جایی که ملاها قرار دارند است.